# Мамаева Орда
Мамаева Орда (Орда Мамая, Западноволжская Орда) — условное название обособившейся части Золотой Орды, находившейся с 1361 года по 1380 год под фактическим управлением эмира Мамая — беклярбека и темника Золотой Орды.
Формальными правителями Мамаевой орды считались ханы из династии Чингизидов, которые находились в полном подчинении у Мамая.

## Территория орды
Мамаева Орда изначально — 1361 году — находилась в Крыму, где располагалась резиденция Мамая, и Приазовье. В дальнейшем орда расширялась на север Золотой Орды — вплоть до западных земель Булгарского улуса (Горная сторона; присоединены после 1362), а также на запад — на всю территорию Северного Кавказа (присоединены в 1372) и правого берега Волги (Западного Поволжья; присоединены к началу 1380).

## Субъектность орды
С 1361 по 1380 год Мамай в период длительной междоусобной войны в Золотой Орде — «Великой замятни» — от имени марионеточных ханов из династии Батуидов управлял западной частью (временами также столицей) Золотой Орды. Историки принимают Мамаеву Орду за самостоятельное государственное образование и считают, что она противостояла другим «ордам» Монгольской империи, а также ханам, имевшим свою резиденцию в Сарае — столице Золотой Орды. Мамаева Орда представлена как антагонист Золотой Орде. Не находя поддержки среди восточных ханств, во внешней политике Мамай ориентировался на сближение с европейскими государствами — Генуей, Великим княжеством Литовским, Венецией.

## Социальная структура
Военно-удельная аристократия Мамаевой Орды включала категории: улусные князья, темники, уланы, алпауты, есаулы.

## История
После убийства Бердибека ханом Кульпой в 1359 году Мамай объявил тому войну. В Орде началась так называемая «Великая замятня». Поскольку беклярбек не был чингизидом и не мог быть официально ханом, в августе 1361 года Мамай провозгласил ханом Белой Орды своего ставленника Абдуллаха из рода Батуидов. Однако другие претенденты на власть в Золотой Орде воспротивились этому. В период с 1359 по 1370 год Мамаю пришлось с переменным успехом воевать с девятью ханами. К 1366 году ему удалось поставить под свой контроль западную часть государства (от Крыма до правого берега Волги), ослабив тем самым центральную власть.
Временами, в период «Великой замятни» (1363, 1367—1368, 1372—1373), Мамаю удавалось овладевать столицей Сараем на левом берегу Волги. Ставка беклярбека находилась в становище особо преданного ему тумена в городе Замык в низовьях Днепра (в устье реки Конки на месте современного Каховского водохранилища).
В июне 1370 году умер хан Абдуллах. Современники предполагали, что его убил Мамай (убедительных доказательств этому не обнаружено). Новым ханом был провозглашён восьмилетний Мухаммед Булак (Бюлек, по русским летописям также Магомет-Султан) из рода Батуидов, который оставался ханом самопровозглашённой Мамаевой Орды вплоть до 1380 года и погиб в Куликовской битве.